# Daïra de Djebel Messaad
La Daïra de Djebel Messaad est une circonscription administrative algérienne située dans la wilaya de M'Sila. Son chef-lieu est situé sur la commune éponyme de Djebel Messaad.
La daïra regroupe les deux communes de Djebel Messaad et Slim.